# Ilona Massey
Pour les articles homonymes, voir Massey.

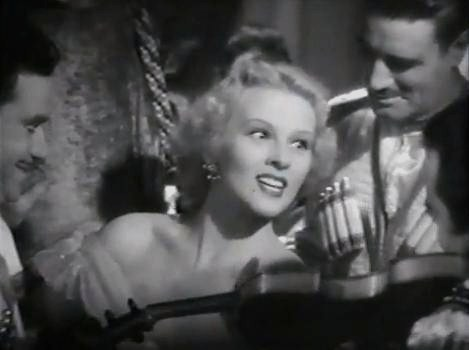
Dans Balalaïka (1939)

Ilona Massey est une actrice et chanteuse d'origine hongroise, naturalisée américaine, née Ilona Hajmássy à Budapest (Hongrie, alors Autriche-Hongrie) le 16 juin 1910, morte à Bethesda (Maryland, États-Unis) le 20 août 1974.

## Biographie
Ilona Hajmássy débute au cinéma en 1935, sous le nom d'Ilona von Hajmassy, dans deux films autrichiens (le premier est un film musical ; le second a pour vedette Leo Slezak). Puis, ayant émigré aux États-Unis, sous le nom américanisé d'Ilona Massey, elle tourne d'abord à Hollywood deux autres films musicaux, aux côtés de Nelson Eddy, Rosalie (1937) et Balalaïka (1939). Par la suite, entre 1941 et 1959 (année où elle se retire définitivement), elle apparaît dans seulement neuf films américains, dont un film d'horreur en 1943, deux ultimes films musicaux en 1946 (année où elle obtient la citoyenneté américaine) et 1947 (un western musical, où elle retrouve une dernière fois Nelson Eddy), un second western en 1948, ainsi que La Pêche au trésor (sorti en 1950), avec les Marx Brothers.
À la télévision, elle apparaît dans onze séries, de 1949 à 1955.
Au théâtre, Ilona Massey joue à Broadway (New York) dans une revue des Ziegfeld Follies, d'avril 1943 à juin 1944.
Une étoile lui est dédiée sur le Walk of Fame d'Hollywood Boulevard.
Ilona Massey est morte d'un cancer en août 1974, à Bethesda (Maryland)

### Vié privée
- Avec Nick Szavazd entre 1935 et 1936
- Avec Alan Curtis entre 1941 et 1942
- Avec Donald Dawson entre 1935 et 1936

## Filmographie complète
- 1935 : Der Himmel auf Erden (Heaven on Earth (en)) d'E.W. Emo
- 1935 : Le Cirque Saran (Zirkus Saran) d'E.W. Emo
- 1937 : Rosalie  de W. S. Van Dyke
- 1939 : Balalaïka de Reinhold Schünzel
- 1941 : Cinquième bureau (International Lady) de Tim Whelan
- 1941 : New Wine de Reinhold Schünzel
- 1942 : L'Agent invisible contre la Gestapo (The Invisible Agent) d'Edwin L. Marin
- 1942 : Frankenstein rencontre le loup-garou (Frankenstein meets the Wolf Man) de Roy William Neill
- 1946 : Féerie à Mexico (Holiday in Mexico) de George Sidney
- 1947 : Poste avancé (Northwest Outpost) d'Allan Dwan
- 1948 : Les Pillards (The Plunderers), de Joseph Kane
- 1950 : La Pêche au trésor (Love Happy) de David Miller et Leo McCarey
- 1959 : Bagarre au-dessus de l'Atlantique (Jet Over the Atlantic) de Byron Haskin

## Théâtre (à Broadway)
- 1943-1944 : Ziegfeld Follies of 1943, revue, musique de Ray Henderson et Dan White, lyrics de Jack Yellen (en) et Buddy Burston, avec Milton Berle, Arthur Treacher (Eric Blore en remplacement), Jack Cole

## Note et référence
1. ↑  D'après sa fiche Find a Grave ; d'autres sources indiquent le 5 juillet 1912 comme date de naissance.